# Neogrollea notabilis
Neogrollea notabilis är en bladmossart som beskrevs av Eliza Amy Hodgson. Neogrollea notabilis ingår i släktet Neogrollea och familjen Lepidoziaceae. Inga underarter finns listade i Catalogue of Life.